# Reactiu de Bild-Tebbes

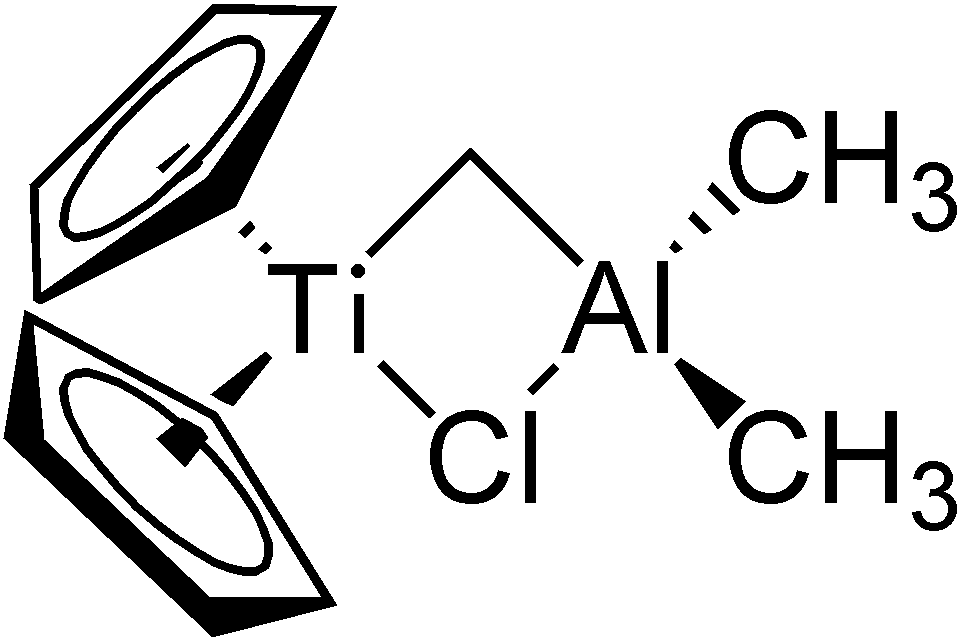
Reactiu de Bild-Tebbes

El reactiu de Bild-Tebbes és un compost organometàl·lic de titani i alumini de fórmula (C5H5)2TiCH2ClAl(CH3)2. Es fa servir per a la metilenació de compostos amb grups carbonils, és a dir, l'addició d'un grup metilè
(-CH 2 -):
R2C=O → R2C=CH2
Va ser sintetitzat per primera vegada per Fred Tebbe de DuPont Central Research el 1984.
Aquest compost es pot aïllar fàcilment en forma pura per cristal·lització de la barreja d'una solució de Toluè/Pentà (la temperatura no està específicada en l'obra original). El reactiu de Tebbe es degrada lentament en estat sòlid a temperatura ambient, mentre que els sòlids o solucions produeixen ràpidament metà en presència d'aire.

## Rweferències
- mariecuriesnews